# Faustkeil von Pratteln
Der Faustkeil von Pratteln wurde oberhalb der Schweizer Gemeinde Pratteln im Kanton Basel-Landschaft gefunden. Er gilt mit seinem Alter von rund 300'000 Jahren als ältestes Werkzeug der Schweiz.

## Fund
Am 24. Februar 1974 stiess der Schüler Christoph Hauser an der «Hohlen Gasse» südlich oberhalb von Pratteln auf der Suche nach Versteinerungen an der Böschung des Hohlweges auf einen gelblich-braunen grossen Stein, der noch zur Hälfte im Boden steckte. Der Schüler merkte, dass er nicht aus der Gegend stammen konnte und nahm ihn seiner auffallenden Farbe und Form wegen mit nach Hause.
Ein Nachbar stellte fest, dass es sich um einen Faustkeil handelte. Im Kantonsmuseum Liestal stellte sich heraus, dass Christoph den ersten Faustkeil der Schweiz gefunden hatte.

## Beschreibung
Das Faustkeil besteht aus einheimischem braungelbem Silex, ist 181 mm lang und wiegt 1126 g. Das Material stammt aus der näheren Umgebung des Fundortes, wie Untersuchungen von Silex aus der Huppergrube von Lausen belegen.
Ein Faustkeil war ein Allzweckgerät. Mit seinen verschieden geformten Randabschnitten diente er zum Spalten, Hacken, Schaben und Schneiden. Zunächst wurde der Stein mit einem Schlagstein grob bearbeitet, dann mit einem Schlegel aus Knochen oder Geweih weiter bearbeitet. Vertiefungen für die Hand erleichterten das Greifen und Festhalten, je nach Verwendungszweck. Prellmarken und die stark abgestossene Spitze deuten darauf hin, dass Ablage- und Fundort nicht übereinstimmen, das Werkzeug also mit dem umliegenden Schotter verlagert worden ist. Aufbewahrt und ausgestellt wird der Faustkeil im Museum.BL in Liestal.

## Alter
Anfängliche Versuche, das Alter des Steines zu bestimmen, ergaben Angaben zwischen 120.000 und 400.000 Jahren. Im September 2012 wurden am Hohlweg Sondierstollen angelegt und dem erhaltenen eiszeitlichen Deckenschotter, aus dem der Faustkeil vermutlich stammte, Sedimentproben entnommen. Untersuchungen durch die Universität Bern und die ETH Zürich mittels der Aluminium-Beryllium-Methode ergaben ein Alter von etwa 300.000 Jahren.
Durch Verlagerungsvorgänge innerhalb des Deckenschotters der Hochterrasse oberhalb von Pratteln wurden Oberfläche und Kanten beschädigt. Es ist daher durchaus denkbar, dass er noch älter ist. Je nach Alter wurde er demnach von Homo erectus oder Homo heidelbergensis verwendet.